# استیل (فیلم ۱۹۹۷)
استیل (انگلیسی: Steel) فیلمی در ژانر اکشن و ابرقهرمانی به کارگردانی کنت جانسون است که در سال ۱۹۹۷ منتشر شد.

## بازیگران
- شکیل اونیل
- آنابت گیش
- جود نلسن
- ریچارد راوندتری
- ایرما پی. هال
- چارلز نپیر
- روتانیا آلدا